# Gaussia maya
Gaussia maya es una especie de palmera originaria de México, Belice y Guatemala.

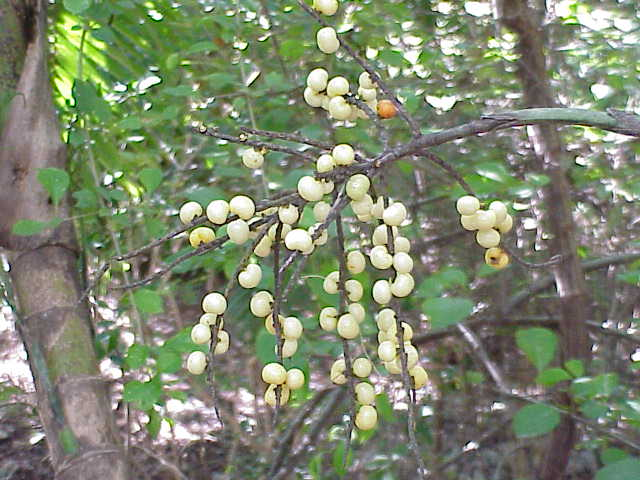
Frutos

## Disgtribuciín y hábitat
La especie crece en zonas rocosas con suelos de piedra caliza. La especie está clasificada como vulnerable  y se ve amenazada por la destrucción del hábitat y la degradación.

## Descripción
Gaussia maya alcanza un tamaño de 5 a 20 metros de altura. Los tallos son de color gris, de 10 a 15 (a veces 30) centímetros de diámetro. Los árboles tienen de seis a ocho hojas compuestas pinnadas. Los frutos son de color rojo, de 1 a 1,5 cm de diámetro. Los tallos se utilizan para la construcción.

## Taxonomía
Gaussia maya fue descrito por (O.F.Cook) H.J.Quero & Read y publicado en Systematic Botany 11(1): 152–153, f. 9–12, 20–22. 1986.
Etimología
Gaussia: nombre genérico otorgado en honor del matemático alemán Karl Friedrich Gauss (1777–1855).
maya: epíteto geográfico que alude a su localización en la región del pueblo maya.
Sinónimos
- Opsiandra maya O.F.Cook[6][7]